# Simyra renimaculata
Simyra renimaculata är en fjärilsart som beskrevs av Ludwig Osthelder 1932. Simyra renimaculata ingår i släktet Simyra och familjen nattflyn. Inga underarter finns listade i Catalogue of Life.